# گروه دمیرورن
گروه دِمیراورِن (به ترکی استانبولی: Demirören Group) یک شرکت خوشه‌ای ترکیه‌ای است. دارایی های این شرکت عبارت است از میلانگز (توزیع کننده گاز مایع)، مرکز خرید دمیرورن استقلال در بی‌اوغلو، و همچنین چندین روزنامه، ایستگاه تلویزیونی و رادیویی به علاوهٔ یک سرویس پخش مبتنی بر اشتراک به نام دی-اسمارت گو. دمیرورن همچنین مجوز و پخش کانال های وارنر مدیا از جمله کارتون نت‌ورک، بومرنگ و سی‌ان‌ان ترک در ترکیه را بر عهده دارد. تمام سهام گروه دمیرورن متعلق به خانواده دمیرورن است که روابط نزدیکی با رجب طیب اردوغان رئیس جمهور ترکیه دارند و همچنین در بخش انرژی، معدن و ساخت و ساز فعال هستند.